# Freeride World Tour 2023
Navigation
2022 2024
Le  Freeride World Tour 2023 est la 16e édition du Freeride World Tour, compétition organisée annuellement depuis 2008. 

## Programme de la saison

### Evènements
5 évènements sont planifiées sur 5 sites dans 5 pays différents en Europe et en Amérique du Nord :
- Baqueira Beret Pro
- Verbier Pro en janvier Yeti Xtreme Verbier en mars (Finale)
- Ordino Arcalís Pro
- Kicking Horse Golden BC Pro
- Fieberbrunn Pro (Finale)

Pour chaque évènement, une épreuve est organisée dans chacune des 4 spécialités : ski hommes et dames, snowboard hommes et dames
La seconde finale planifiée à Verbier est annulée. 

### Participants
Dans chaque spécialité les participants à l'ensemble de la saison sont : 
- les qualifiés pour la finale du Freeride World Tour 2022
- les qualifiés du FWT Challenger 2022 Europe-Asie-Océanie
- les qualifiés du FWT Challenger 2022 Amériques
- des invités choisis par l'organisation

### Classement
Chacune des 3 premières épreuves attribue des points en fonction du classement (voir ci-après en fonction de la spécialité). Un classement général provisoire est établi à la fin de ces 3 premières épreuves en  comptabilisant les 2 meilleurs résultats de chaque compétiteur.  
Les meilleurs (dont le nombre sera déterminé après la première épreuve - entre 50 et 60 % des participants) sont qualifiés pour la finales à Fieberbrunn. Ils sont aussi sélectionnés pour disputer le Freeride World Tour 2024. Les suivants devront disputer le FWT Challenger.
Après la finale à Fieberbrunn, le classement général est établi en comptabilisant les 3 meilleurs résultats de chaque compétiteur.

### Attribution des points

#### Ski Hommes
Le système donne 10000 points au vainqueur de chacune des 3 premières épreuves puis un nombre de points décroissant jusqu'à la 35e place. Pour la finale, le système donne 12000 points au vainqueur puis un nombre de points décroissant jusqu'à la 35e place.
| Place                | 1     | 2     | 3    | 4    | 5    | 6    | 7    | 8    | 9    | 10   | 11   | 12   | 13   | 14   | 15   | 16   | 17   |
| -------------------- | ----- | ----- | ---- | ---- | ---- | ---- | ---- | ---- | ---- | ---- | ---- | ---- | ---- | ---- | ---- | ---- | ---- |
| 3 premières épreuves | 10000 | 8800  | 7920 | 7200 | 6560 | 6000 | 5520 | 5120 | 4760 | 4420 | 4100 | 3800 | 3520 | 3260 | 3020 | 2800 | 2600 |
| Finale               | 12500 | 11000 | 9900 | 9000 | 8200 | 7500 | 6900 | 6400 | 5950 | 5525 | 5125 | 4550 | 4225 | 3900 | 3625 | 3350 | 3125 |

| Place                | 18   | 19   | 20   | 21   | 22   | 23   | 24   | 25   | 26   | 27   | 28   | 29   | 30   | 31   | 32   | 33   | 34   | 35   |
| -------------------- | ---- | ---- | ---- | ---- | ---- | ---- | ---- | ---- | ---- | ---- | ---- | ---- | ---- | ---- | ---- | ---- | ---- | ---- |
| 3 premières épreuves | 2420 | 2260 | 2120 | 2000 | 1900 | 1820 | 1760 | 1720 | 1680 | 1640 | 1600 | 1560 | 1530 | 1495 | 1465 | 1430 | 1400 | 1370 |
| Finale               | 2900 | 2700 | 2550 | 2400 | 2275 | 2175 | 2100 | 2075 | 2025 | 1975 | 1925 | 1875 | 1835 | 1800 | 1750 | 1725 | 1675 | 1650 |

#### Ski Dames, Snowboard Hommes et Dames
Le système donne 10000 points au vainqueur de chacune des 5 premières épreuves puis un nombre de points décroissant jusqu'à la 17e place. Pour la finale, le système donne 12000 points au vainqueur puis un nombre de points décroissant jusqu'à la 17e place. 
| Place                | 1     | 2     | 3    | 4    | 5    | 6    | 7    | 8    | 9    | 10   | 11   | 12  | 13  | 14  | 15  | 16  | 17  |
| -------------------- | ----- | ----- | ---- | ---- | ---- | ---- | ---- | ---- | ---- | ---- | ---- | --- | --- | --- | --- | --- | --- |
| 3 premières épreuves | 10000 | 8000  | 6400 | 5120 | 4095 | 3275 | 2620 | 2095 | 1675 | 1340 | 1070 | 855 | 685 | 550 | 440 | 350 | 280 |
| Finale               | 12500 | 10000 | 8000 | 6400 | 5120 | 4095 |      |      |      |      |      |     |     |     |     |     |     |

## Classement général

### Ski
| Rang | Nom                   | Points | Victoire(s) | Podium(s) |
| ---- | --------------------- | ------ | ----------- | --------- |
| 1    | Valentin Rainer       | 26920  | 1           | 2         |
| 2    | Maxime Chabloz        | 25480  |             | 2         |
| 3    | Andrew Pollard        | 25060  | 1           | 1         |
| 4    | Max Hitzig            | 24700  | 1           | 1         |
| 5    | Ross Tester           | 22520  |             | 1         |
| 6    | Oscar Mandin          | 21720  |             | 2         |
| 7    | Carl Regnier Eriksson | 20820  |             | 1         |
| 8    | Max Palm              | 20050  | 1           | 1         |
| 9    | Marcus Goguen         | 19085  |             | 1         |
| 10   | Finn Bilous           | 1885   |             |           |

| Rang | Nom                     | Points | Victoire(s) | Podium(s) |
| ---- | ----------------------- | ------ | ----------- | --------- |
| 1    | Justine Dufour-Lapointe | 25120  | 1           | 2         |
| 2    | Molly Armanino          | 22400  |             | 2         |
| 3    | Megane Betend           | 22095  | 1           | 2         |
| 4    | Addison Rafford         | 21520  | 1           | 2         |
| 5    | Elisabeth Gerritzen     | 19520  |             | 2         |
| 6    | Sybille Blanjean        | 11520  |             | 1         |
| 7    | Olivia McNeill          | 8190   |             |           |
| 8    | Delila Quinn            | 4715   |             |           |
| 8    | Jessica Hotter          | 4715   |             |           |
| 10   | Lily Bradley            | 1070   |             |           |

### Snowboard
| Rang | Nom                  | Points | Victoire(s) | Podium(s) |
| ---- | -------------------- | ------ | ----------- | --------- |
| 1    | Ludovic Guillot-Diat | 28000  | 1           | 4         |
| 2    | Jonathan Penfield    | 26900  | 1           | 3         |
| 3    | Liam Rivera          | 24400  | 1           | 3         |
| 4    | Michael Mawn         | 20495  | 1           | 1         |
| 5    | Holden Samuels       | 17215  |             | 1         |
| 6    | Hans Mindnich        | 7440   |             |           |
| 7    | Enzo Nilo            | 7370   |             |           |
| 8    | Camille Armand       | 7215   |             |           |
| 9    | Cody Bramwell        | 3770   |             |           |

| Rang | Nom                   | Points | Victoire(s) | Podium(s) |
| ---- | --------------------- | ------ | ----------- | --------- |
| 1    | Katie Anderson        | 32500  | 3           | 3         |
| 2    | Anna Orlova           | 22400  |             | 3         |
| 3    | Estelle Rizzolio      | 20800  |             | 2         |
| 4    | Michaela Davis-Meehan | 14095  | 1           | 1         |
| 5    | Tiphanie Perrotin     | 13120  |             | 1         |
| 6    | Erika Vikander        | 10495  |             | 1         |

## Calendrier et résultats

### Ski

#### Messieurs
| N°      | Lieu                        | Date                         | Vainqueur       | Deuxième       | Troisième             |
| ------- | --------------------------- | ---------------------------- | --------------- | -------------- | --------------------- |
| 1       | Baqueira Beret Pro          | 28 janvier au 2 février 2023 | Max Palm        | Oscar Mandin   | Carl Regnier Eriksson |
| 2       | Ordino Arcalís Pro          | 2 février 2023               | Valentin Rainer | Ross Tester    | Maxime Chabloz        |
| 3       | Kicking Horse Golden BC Pro | 17 au 22 février 2023        | Max Hitzig      | Marcus Goguen  | Valentin Rainer       |
| Finales |                             |                              |                 |                |                       |
| 4       | Fieberbrunn Pro             | 11 au 17 mars 2023           | Andrew Pollard  | Maxime Chabloz | Oscar Mandin          |

#### Dames
| N°      | Lieu                        | Date                         | Vainqueur               | Deuxième                | Troisième           |
| ------- | --------------------------- | ---------------------------- | ----------------------- | ----------------------- | ------------------- |
| 1       | Baqueira Beret Pro          | 28 janvier au 2 février 2023 | Addison Rafford         | Molly Armanino          | Sybille Blanjean    |
| 2       | Ordino Arcalís Pro          | 2 février 2023               | Justine Dufour-Lapointe | Molly Armanino          | Elisabeth Gerritzen |
| 3       | Kicking Horse Golden BC Pro | 17 au 22 février 2023        | Megane Betend           | Elisabeth Gerritzen     | Addison Rafford     |
| Finales |                             |                              |                         |                         |                     |
| 4       | Fieberbrunn Pro             | 11 au 17 mars 2023           | Arianna Tricomi         | Justine Dufour-Lapointe | Megane Betend       |

### Snowboard

#### Messieurs
| N°      | Lieu                        | Date                         | Vainqueur            | Deuxième             | Troisième            |
| ------- | --------------------------- | ---------------------------- | -------------------- | -------------------- | -------------------- |
| 1       | Baqueira Beret Pro          | 28 janvier au 2 février 2023 | Michael Mawn         | Holden Samuels       | Ludovic Guillot-Diat |
| 2       | Ordino Arcalís Pro          | 2 février 2023               | Ludovic Guillot-Diat | Jonathan Penfield    | Liam Rivera          |
| 3       | Kicking Horse Golden BC Pro | 17 au 22 février 2023        | Liam Rivera          | Ludovic Guillot-Diat | Jonathan Penfield    |
| Finales |                             |                              |                      |                      |                      |
| 4       | Fieberbrunn Pro             | 11 au 17 mars 2023           | Jonathan Penfield    | Ludovic Guillot-Diat | Liam Rivera          |

#### Dames
| N°      | Lieu                        | Date                         | Vainqueur             | Deuxième          | Troisième        |
| ------- | --------------------------- | ---------------------------- | --------------------- | ----------------- | ---------------- |
| 1       | Baqueira Beret Pro          | 28 janvier au 2 février 2023 | Addison Rafford       | Anna Orlova       | Erika Vikander   |
| 2       | Ordino Arcalís Pro          | 2 février 2023               | Katie Anderson        | Tiphanie Perrotin | Estelle Rizzolio |
| 3       | Kicking Horse Golden BC Pro | 17 au 22 février 2023        | Michaela Davis-Meehan | Estelle Rizzolio  | Addison Rafford  |
| Finales |                             |                              |                       |                   |                  |
| 4       | Fieberbrunn Pro             | 11 au 17 mars 2023           | Katie Anderson        |                   | Anna Orlova      |